# Лексінгтон (Міссурі)
Лексінгтон (англ. Lexington) — місто (англ. city) в США, в окрузі Лафаєтт штату Міссурі. Населення — 4652 особи (2020).

## Географія
Лексінгтон розташований за координатами 39°10′49″ пн. ш. 93°52′9″ зх. д. / 39.18028° пн. ш. 93.86917° зх. д. (39.180262, -93.869166).  За даними Бюро перепису населення США в 2010 році місто мало площу 13,93 км², з яких 13,34 км² — суходіл та 0,59 км² — водойми.

## Демографія
Згідно з переписом 2010 року, у місті мешкало 4726 осіб у 1867 домогосподарствах у складі 1201 родини. Густота населення становила 339 осіб/км².  Було 2127 помешкань (153/км²).
Расовий склад населення:
| - 87,3 % — білих - 6,1 % — чорних або афроамериканців - 0,9 % — азіатів - 0,7 % — вихідців з тихоокеанських островів - 0,5 % — корінних американців - 1,2 % — осіб інших рас |

До двох чи більше рас належало 3,4 %. Частка іспаномовних становила 3,7 % від усіх жителів.
За віковим діапазоном населення розподілялося таким чином: 23,8 % — особи молодші 18 років, 59,2 % — особи у віці 18—64 років, 17,0 % — особи у віці 65 років та старші. Медіана віку мешканця становила 39,6 року. На 100 осіб жіночої статі у місті припадало 95,7 чоловіків;  на 100 жінок у віці від 18 років та старших — 92,7 чоловіків також старших 18 років.
Середній дохід на одне домашнє господарство  становив 52 800 доларів США (медіана — 41 971), а середній дохід на одну сім'ю — 63 805 доларів (медіана — 49 821). За межею бідності перебувало 10,6 % осіб, у тому числі 16,8 % дітей у віці до 18 років та 7,7 % осіб у віці 65 років та старших.
Цивільне працевлаштоване населення становило 2028 осіб. Основні галузі зайнятості: освіта, охорона здоров'я та соціальна допомога — 29,9 %, виробництво — 17,4 %, науковці, спеціалісти, менеджери — 9,6 %, публічна адміністрація — 7,4 %.